# Aortopulmonale Kollaterale
Eine Aortopulmonale Kollaterale (eng.: Major aortopulmonary collateral artery oder auch Main aortopulmonary collateral artery, MAPCA) ist eine Kurzschlussverbindung zwischen Brust-Aorta – seltener Arteria subclavia, Arteria mammaria oder den Intercostalarterien – und Lungenarterien. Aortopulmonale Kollateralen werden entweder bereits vorgeburtlich angelegt oder entstehen nach kreislaufverändernden Operationen (z. B. Fontan-Operation). Meist neigen sie zur Ausbildung von Stenosen. Anderenfalls führen sie zu einem Überdruck im Lungenkreislauf mit schwer zu behandelnden Blutungen.
Da dieser Umgehungskreislauf häufig hämodynamisch unerwünscht ist, werden MAPCAs in der Regel durch Herzkathetereingriffe mit Hilfe von Coils verschlossen.